# Gedly Tugi
Gedly Tugi (11 de septiembre de 2001) es una deportista de Estonia que compite en atletismo. Ganó una medalla de bronce en el Campeonato Europeo de Atletismo Sub-20 de 2019, en la prueba de lanzamiento de jabalina.